# LeRoy Ellis
LeRoy Ellis (Far Rockaway, Nueva York; 10 de marzo de 1940 - Scappoose, Oregón; 2 de junio de 2012) fue un jugador de baloncesto estadounidense que disputó 14 temporadas de la NBA. Con 2,08 metros de altura, jugaba en la posición de ala-pívot. Ganó su único anillo de campeón en 1972, defendiendo los colores de Los Angeles Lakers. Es padre de  LeRon Ellis,  también jugador de la NBA y de otras ligas internacionales como la ACB.

## Trayectoria deportiva

### Baloncesto universitario
Jugó las 4 temporadas de baloncesto universitario con los Red Storm de la Universidad de St. John's, en las que promedió 17,0 puntos y 12,2 rebotes por partido, en 1984 conservando todavía el récord de mejor reboteador en una temporada, capturando 16,5 por partido en 1962, y el de más rebotes en un partido, ante la Universidad de Nueva York, con 30 en 1961. Fue uno de los primeros jugadores en ser incluidos en el Salón de la Fama de su universidad, mientras que en 2008, al cumplirse el centenario del equipo de baloncesto de St. John's, fue incluido también dentro del Equipo del Siglo, que engloba a los mejores 50 jugadores de los Red Storm de todas las épocas.

### Profesional
Fue elegido en la octava posición del Draft de la NBA de 1962 por Los Angeles Lakers, donde en su primera temporada ya dispuso de más de 20 minutos por partido, acabando el año con 7,2 puntos y 6,5 rebotes, y disputando sus primeras Finales de la NBA, en las que cayeron ante Boston Celtics por 4-2. En las siguientes temporadas su juego se fue consolidando en un equipo con grandes figuras como Jerry West o Elgin Baylor, llegando a aportar 14,4 puntos y 12,1 rebotes de media en los playoffs de 1965, en los que volvieron a caer derrotados en la final ante los Celtics, verdaderos dominadores de la década de los 60.
Antes del comienzo de la temporada 1966-67 fue traspasado a Baltimore Bullets, donde se hizo con el puesto de titular, disputando su mejor campaña en la liga, al promediar 14,0 puntos y 12,0 rebotes, marca que le situó como el décimo mejor reboteador de la liga ese año. su rendimiento la temporada siguiente fue similar, volviendo a promediar dobles figuras en puntos y rebotes, pero la llegada de Wes Unseld al equipo en 1969 le restó minutos y protagonismo, saliendo de nuevo desde el banquillo y dejando sus estadísticas en 7,2 puntos y 6,4 rebotes.
Tras una cuarta temporada en Baltimore donde poco o nada cambió su situación, antes del comienzo de la temporada 1969-70 fue incluido en el draft de expansión de ese año, siendo elegido por la nueva franquicia de los Portland Trail Blazers. Esa temporada resurgió, siendo titular indiscutible, acabando como el tercer mejor anotador del equipo, tras Geoff Petrie y Jim Barnett, y como el mejor reboteador, con 12,3 capturas por partido, la tercera mejor marca de los Blazers en sus primeros 30 años de historia.
A pesar de esa exitosa campaña, al año siguiente fue traspasado de vuelta a los Lakers, a cambio de dinero y los derechos de Ollie Johnson, trigésima elección en el Draft de la NBA de 1972. en su regreso a California tuvo que asumir el rol de suplente de Wilt Chamberlain, con lo que sus minutos en pista se redujeron drásticamente hasta los 14,6 por partido, pero a cambio tuvo la compensación de ganar su primer y único anillo de campeón de la NBA, tras derrotar a los New York Knicks en las finales por 4 a 1.
Poco después del comienzo de la temporada 1972-73 fue traspasado a Philadelphia 76ers, pasando del mejor equipo de la liga la campaña anterior (69 victorias y 13 derrotas) al peor en la siguiente (9 victorias por 73 derrotas). Allí recuperó el estatus de titular, promediando 13,7 puntos y 10,8 rebotes, pero no pudo evitar la debacle del equipo. Al año siguiente, a pesar de contar ya con 33 años, volvió a ser uno de los puntales del equipo, que mejoró sus números llegando hasta las 25 victorias, gracias en parte a los 9,9 puntos y 11,0 rebotes por partido de Ellis. Jugó dos años más con los Sixers antes de retirarse definitivamente al término de la temporada 1975-76. En el total de sus 14 años como profesional promedió 9,7 puntos y 8,3 rebotes por noche. En la actualidad se encuentra incluido entre los 100 mejores reboteadores de la historia de la NBA, y también en el puesto 67 entre los jugadores que más partidos han disputado en la liga, con 1.048 encuentros.

## Estadísticas de su carrera en la NBA
|  | Denota temporadas en las que fue Campeón de la NBA |
|  | Líder de la liga                                   |

### Temporada regular
| Año      | Equipo       | PJ    | PT  | MPP  | %TC  | %TL  | RPP  | APP | ROB | TPP | PPP  |
| -------- | ------------ | ----- | --- | ---- | ---- | ---- | ---- | --- | --- | --- | ---- |
| 1962-63  | L.A. Lakers  | 80*   |     | 20.4 | .419 | .658 | 6.5  | .6  |     |     | 7.2  |
| 1963-64  | L.A. Lakers  | 78    |     | 18.7 | .423 | .659 | 6.4  | .5  |     |     | 6.6  |
| 1964-65  | L.A. Lakers  | 80*   |     | 25.3 | .444 | .697 | 8.2  | .6  |     |     | 10.3 |
| 1965-66  | L.A. Lakers  | 80*   |     | 27.7 | .424 | .727 | 9.2  | .9  |     |     | 12.2 |
| 1966-67  | Baltimore    | 81*   |     | 36.3 | .425 | .738 | 12.0 | 2.1 |     |     | 14.9 |
| 1967-68  | Baltimore    | 78    |     | 34.9 | .475 | .724 | 11.1 | 2.0 |     |     | 12.4 |
| 1968-69  | Baltimore    | 80    |     | 20.0 | .435 | .755 | 6.4  | .9  |     |     | 7.2  |
| 1969-70  | Baltimore    | 72    |     | 16.2 | .469 | .741 | 5.2  | .7  |     |     | 6.6  |
| 1970-71  | Portland     | 74    |     | 34.9 | .443 | .801 | 12.3 | 3.2 |     |     | 15.9 |
| 1971-72† | L.A. Lakers  | 74    |     | 14.6 | .460 | .695 | 4.2  | .6  |     |     | 4.6  |
| 1972-73  | L.A. Lakers  | 10    |     | 15.6 | .275 | .800 | 3.3  | .3  |     |     | 2.6  |
| 1972-73  | Philadelphia | 69    | 69  | 35.4 | .441 | .801 | 10.8 | 2.0 |     |     | 13.7 |
| 1973-74  | Philadelphia | 81    | 81  | 35.0 | .452 | .750 | 11.0 | 2.3 | 1.1 | 1.1 | 9.9  |
| 1974-75  | Philadelphia | 82    | 69  | 22.6 | .461 | .727 | 7.1  | 1.4 | .5  | .7  | 7.9  |
| 1975-76  | Philadelphia | 29    | 13  | 16.9 | .462 | .607 | 4.2  | .7  | .6  | .3  | 4.8  |
| Total    | Total        | 1,048 | 163 | 26.3 | .442 | .728 | 8.3  | 1.3 | .8  | .8  | 9.7  |

### Playoffs
| Año   | Equipo       | PJ  | PT   | MPP  | %TC   | %TL  | RPP | APP | ROB | TPP  | PPP |
| ----- | ------------ | --- | ---- | ---- | ----- | ---- | --- | --- | --- | ---- | --- |
| 1963  | L.A. Lakers  | 13* | 23.2 | .509 | .818  | 6.5  | 1.0 |     |     | 6.2  |     |
| 1964  | L.A. Lakers  | 5   | 28.8 | .296 | .733  | 10.0 | .8  |     |     | 5.4  |     |
| 1965  | L.A. Lakers  | 11  | 36.8 | .393 | .677  | 12.1 | .6  |     |     | 14.4 |     |
| 1966  | L.A. Lakers  | 14  | 30.4 | .406 | .641  | 9.5  | .6  |     |     | 9.8  |     |
| 1969  | Baltimore    | 4   | 16.8 | .500 | .600  | 4.5  | .4  |     |     | 4.8  |     |
| 1970  | Baltimore    | 3   | 2.7  | .000 | 1.000 | 1.0  | .0  |     |     | .7   |     |
| 1972† | L.A. Lakers  | 13  | 10.3 | .463 | .250  | 3.2  | .8  |     |     | 3.0  |     |
| 1976  | Philadelphia | 1   | 1.0  | –    | –     | .0   | .0  | .0  | .0  | .0   |     |
| Total | Total        | 64  | 23.2 | .413 | .693  | 7.2  | .7  | .0  | .0  | 7.2  |     |

## Vida posterior
Tras su retirada, fijó su residencia en Portland durante varios años, en los que siguió jugando a baloncesto con competiciones de veteranos. Posteriormente se trasladaría a Los Ángeles, regresando a Portland donde fallecería víctima de un cáncer de próstata el 2 de junio de 2012, a los 72 años de edad.